# Monte Trafalgar
El Monte Trafalgar es un volcán extinto ubicado en la costa noreste de la provincia de Oro, Papúa Nueva Guinea. Se trata de un importante volcán de andesita, cuyo magma es conocido por sus altos niveles de níquel y cromo. El capitán John Moresby le dio el nombre de la batalla de Trafalgar.

## Nombre
El Monte Trafalgar recibe su nombre de la famosa batalla de Trafalgar, que se libró frente a las costas de España en 1805 entre la Marina Real Británica y las flotas combinadas de Francia y España.